# Isole Salomone ai Giochi della XXXI Olimpiade
Le Isole Salomone hanno partecipato ai Giochi della XXXI Olimpiade, che si sono svolti a Rio de Janeiro, Brasile, dal 5 al 21 agosto 2016, con una delegazione di tre atleti impegnati in due discipline: atletica leggera e sollevamento pesi. Portabandiera alla cerimonia di apertura è stata la sollevatrice Jenly Tegu Wini, che lo era stata anche ai Giochi di Londra 2012.

## Atletica
- 5000 m maschili - 1 atleta (Rosefelo Siosi)
- 5000 m femminili - 1 atleta (Sharon Firisua)

## Sollevamento pesi
- 58 kg femminili - 1 atleta (Jenly Tegu Wini)